# Benedetta Porcaroli
Benedetta Porcaroli, född 11 juni 1998 i Rom, är en italiensk skådespelare och modell.
Porcaroli har bland annat medverkat i filmen Enea. Hon har även medverkat i TV-serierna Baby och Leoparden.

## Filmografi (i urval)
- 2016 – Vad döljer du för mig?
- 2018–2020 – Baby (TV-serie)
- 2023 – Enea
- 2024 – Leoparden (TV-serie)
- 2024 – Immaculate